# Michael Nee
Michael Nee ( * 1947- ) es un botánico estadounidense.
Es curador del "Instituto de Botánica Sistemática", del Jardín Botánico de Nueva York. Se ha especializado en flora tropical, con énfasis en Solanaceae, y Cucurbitaceae, de México, Belice y de Bolivia. 
En 1979 obtiene su Ph.D. de la Universidad de Wisconsin 
en Madison, defendiendo la tesis: "Revision of Solanum sect. Acanthophora". 
- La abreviatura «M.Nee» se emplea para indicar a Michael Nee como autoridad en la descripción y clasificación científica de los vegetales.[1]

A mayo de 2008, se poseen 43 registros de sus identificaciones y nombramientos de nuevas especies botánicas.